# Chronologie de la Révolution française
Pour des articles plus généraux, voir Chronologie de la France et 1800.
La chronologie de la Révolution française détaille le déroulement chronologique des événements politiques, économiques et militaires durant la Révolution française de 1788 à 1799. Il faudra attendre le 13 juillet 1984 pour voir l'inauguration d'un musée relatif à cette période, le musée de la Révolution française.

La chronologie de la France sous Napoléon détaille la période de 1800 à 1815.

## Prélude (année1788)
- 7 juin : « Journée des Tuiles » à Grenoble. Les Grenoblois lancent des tuiles sur les soldats après l'exil du Parlement du Dauphiné.
- 14 juin : Les notables grenoblois se réunissent à l'Hôtel de Lesdiguières pour convoquer les états généraux du Dauphiné.
- 21 juillet : Réunion des états généraux du Dauphiné à Vizille.
- 8 août : décision de convoquer les États généraux prise par Loménie de Brienne pour le 1er mai 1789. Les modalités de cette convocation doivent être discutées.
- 25 août : Brienne démissionne. Il est remplacé par Jacques Necker.
- 27 décembre : Necker, préparant les États généraux, accepte un règlement doublant la représentation du tiers état, qui compte par conséquent autant de députés que les deux autres réunis (noblesse et clergé), mais rejette le vote par tête en lui préférant le vote par ordre.
- 29 décembre : Marseille réclame l’augmentation du nombre des élus du tiers état et le vote par tête aux États généraux.

## Constituante(1789-1791)

### 1789
- 5 mai : ouverture des États généraux à Versailles dans la salle des Menus Plaisirs.
- 20 juin : serment du Jeu de paume par les 576 députés en majorité du Tiers-état se constituant en Assemblée nationale.
- 23 juin : séance royale du 23 juin 1789
- 1er juillet : par ordre du Roi, des troupes se rassemblent à Paris.
- 14 juillet : prise de la Bastille.
- 4 août : abolition des privilèges et du système féodal.
- 26 août : déclaration des droits de l'homme et du citoyen de 1789.
- 2 novembre : nationalisation des biens du clergé.

### 1790
- 12 février : suppression des ordres monastiques et religieux, et abolition des vœux en France.
- 8 mai : décret portant établissement de l'uniformité des poids et mesures, en France.
- 14 juillet : fête de la fédération sur le Champ de Mars, pour symboliser l'unité de la Nation.
- 18 août : premier rassemblement de défense de la révolution au camp de Jalès en Vivarais

### 1791
- 28 février : conspiration des « chevaliers du poignard »
- 10 mars : bref apostolique du pape Pie VI qui condamne la Constitution civile du clergé.
- 15 mars : rupture des relations diplomatiques de la France avec l'Église romaine.
- 15 juin : création des bataillons de volontaires nationaux
- 20 juin : évasion manquée de la famille royale, suivie du retour sous bonne escorte aux palais des Tuileries.
- 6 juillet : l'empereur du Saint-Empire Léopold II invite les souverains à se concerter contre la Révolution
- 17 juillet : fusillade du Champ-de-Mars.
- 5 août : « Déclaration de paix au monde » de la Constituante
- 22 août : révolte des esclaves qui marque le début de la révolution haïtienne
- 27 août : déclaration de Pillnitz, mise en garde des puissances au royaume de France.
- 13 septembre : Louis XVI approuve la Constitution de 1791.
- 14 septembre : après plébiscite, Avignon et le Comtat Venaissin sont intégrés à la France.
- 25 septembre : promulgation du Code pénal.
- 30 septembre : dissolution de l’Assemblée constituante.
- 1er octobre : l'Assemblée constituante prend fin et laisse la place à l'Assemblée législative
- 16 octobre : massacres de la Glacière à Avignon.
- 17 novembre : Jérôme Pétion de Villeneuve devient maire de Paris, à la place de Jean Sylvain Bailly, en battant La Fayette.
- 25 novembre : création du Comité de surveillance qui deviendra le Comité de sûreté générale.

## Législative(1791-1792) etPremière Coalition
- Liste des batailles de la guerre de la Première Coalition

### 1791
- 12 décembre-2 janvier : discours de Robespierre contre la guerre

### 1792
- 25 janvier : ultimatum français à l'Autriche
- 7 février : traité de Berlin alliance militaire austro-prussienne pour réprimer les troubles en France et en Pologne.
- fin février : troubles contre-révolutionnaires en Lozère, Dauphiné, conspiration de la Rouerie dans l’Ouest.
- 1er mars : mort de l'empereur d'Allemagne Léopold II
- 9 mars : le ministre de la Guerre, Narbonne-Lara, est remplacé par le colonel de Grave.
- 12 mars : entente de la Prusse et de la Russie pour le partage de la Pologne
- 19 mars : Charles François Dumouriez nommé ministre des Affaires étrangères.
- 23 mars : les ministres feuillants sont remplacés par des ministres girondins : Jean-Marie Roland de La Platière à l'Intérieur et Étienne Clavière aux Finances.
- 25 mars : nouvel ultimatum de la France à l'Autriche
- 20 avril : déclaration de guerre de la France à l'Autriche
- 25 avril : Rouget de l'Isle écrit un chant qui deviendra La Marseillaise.
- 28 avril : prise de Porrentruy
- 28 avril : combat de Baisieux également appelée affaire de Tournai
- 28 avril : combat de Quiévrain
- 29 avril : déroute de Marquain
- 8 mai : démission du ministre de la Guerre Pierre Marie de Grave qui est remplacé le lendemain par Joseph Servan.
- 11 juin : combat de La Glisuelle
- 13 juin : le roi renvoie les ministres girondins Jean-Marie Roland de la Platière, Joseph Servan et Étienne Clavière; Charles François Dumouriez quitte le ministère des Finances pour celui de la Guerre.
- 17 juin : combat de Menin
- 18 juin : bataille de Courtrai
- 20 juin : Le peuple envahit les Tuileries, réclamant le retour des ministres et l'acceptation de plusieurs décrets auxquels le roi a mis son veto. Le roi est coiffé du bonnet rouge. Il ne cède pas.
- 22 juin : La Marseillaise, alors qu'elle ne s'appelle encore que le Chant de l'Armée du Rhin, est chantée pour la première fois à Marseille au 11 rue Thubaneau par le patriote montpelliérain François Mireur lors d'un banquet organisé par le Club des amis de la Constitution.
- 23 juin : combat d'Harelbeke
- 30 juin : combat de Courtrai également appelé reprise de Courtrai
- 30 juin : la tentative de coup d'État de La Fayette est avortée.
- 30 juin : combat de Mairieux
- 2 juillet : départ pour Paris du premier bataillon de volontaires marseillais qui va propager « la Marseillaise » et s'illustrer le 10 août lors de la prise des Tuileries.
- 7 juillet : épisode dit du baiser Lamourette
- 11 juillet : l'assemblée nationale déclare la « Patrie en danger » (déclaration solennelle le 21)
- 14 juillet : combat d'Orchies
- 18 juillet - 23 juillet : Occupation de Bavay également appelé combat de Bavay
- 19 juillet : le plan d'invasion de la France est définitivement arrêté.
- 25 juillet : manifeste de Brunswick menaçant Paris de représailles.
- 30 juillet : l'armée coalisée se met en mouvement
- 10 août : prise des Tuileries
- 12 août - 28 août 1792 : Blocus de Landau
- 13 août : Le roi Louis XVI et sa famille sont emprisonnés à la prison du Temple
- 19 août : entrée victorieuse des troupes Prussiennes sur le territoire Français à Fontoy
- 20 août - 23 août 1792 : Prise de Longwy
- 21 août : combat de Lannoy
- 22 août : émeutes royalistes en Vendée, Dauphiné et Bretagne
- 22 août : combat de Châtillon-sur-Sèvre
- 22 août - 24 août : combat de Bressuire
- 23 août : investissement de Thionville par les troupes prussiennes et les émigrés français.
- 24 août – 16 octobre : siège de Thionville
- 29 août - 2 septembre : bataille de Verdun
- 30 août : investissement de Verdun par l'armée prussienne
- 31 août : combat de Baâlon
- 31 août : combat de Mauldre
- 31 août : combat de Montmédy
- 31 août : le général Dumouriez quitte Sedan et se dirige sur Grandpré
- 2 septembre : capitulation de Verdun
- 2 - 6 septembre : massacres de Septembre
- 5 septembre : combats de Roubaix, Lannoy et Tourcoing
- 5 septembre : Thionville est bombardée par les Prussiens.
- 5 septembre : le général Dumouriez arrive au camp de Grandpré.
- 5 septembre : le général Kellermann quitte Metz pour rejoindre le général Dumouriez.
- 8 septembre : combat de Mauldre
- 10 septembre : prise d'Orchies
- 10 septembre : combat de Lannion
- 12 septembre : victoire prussienne à la Croix-aux-Bois
- 15 septembre : les troupes françaises de Dumouriez quittent le camp de Grandpré.
- 17 septembre : les troupes françaises de Dumouriez prennent position à Sainte-Menehould
- 19 septembre : les corps d'armées de Kellermann, Dumouriez et Beurnonville se trouvent réunis
- 20 septembre : bataille de Valmy également appelée bataille ou affaire du camp de la Lune
- 20 septembre : dernière séance et clôture de l'Assemblée législative qui vote ses ultimes décrets : l’état civil laïc sera tenu par les municipalités, le divorce est autorisé[1].

## Insurrections fédéralistes(1792-1793)

### 1792
- 11 juillet 1792 : bataille de Joyeuse (voir Joyeuse (Ardèche))

### 1793
- 13 juillet 1793 : bataille de Brécourt
- 8 août 1793 : siège de Lyon
- septembre - décembre 1793 : siège de Toulon

## Convention girondine(1792-1793) et Première Coalition
- Liste des batailles de la guerre de la Première Coalition

### 1792
- 21 septembre : ouverture de la Convention nationale, abolition de la royauté et proclamation de la République.
- 22 septembre : les Prussiens s'établissent au camp de la Lune.
- 23 septembre : prise de Chambéry
- 28 septembre : prise de Nice
- 29 septembre- 8 octobre : siège de Lille
- 30 septembre : prise de Villefranche-sur-Mer
- 30 septembre : prise de Spire
- 30 septembre-1er octobre : les Prussiens lèvent le camp de la Lune.
- 2 - 3 octobre :les Prussiens repassent les défilés de l'Argonne.
- 4 octobre : prise de Worms
- 10 octobre : départ de Dumouriez pour Paris
- 12 octobre : Kellermann et Beurnonville poursuivent l'armée coalisée. Arrivée de Dumouriez à Paris
- 13 octobre : les Prussiens évacuent Verdun
- 16 octobre : les Prussiens lèvent le siège de Thionville
- 18 octobre : les Français reprennent Longwy
- 19 - 21 octobre : prise de Mayence par les Français
- 21 octobre : prise de Francfort
- 22 octobre : les Prussiens évacuent totalement le territoire Français.
- 3 novembre : combat de Thulin
- 4 novembre : combat de Boussu
- 6 novembre : bataille de Jemappes
- 8 novembre : prise de Tournai par les Français
- 9 novembre : combat de Limbourg
- 13 novembre : combat d'Anderlecht
- 14 novembre : prise de Bruxelles
- 17 novembre : prise de Malines
- 19 novembre : la France accorde « fraternité et secours » à tous les peuples
- 21 novembre : combat de Tirlemont
- 27 novembre : combat de Liège
- 29 novembre : prise d'Anvers
- 1er décembre : siège de Namur
- 8 décembre : prise d'Aix-la-Chapelle
- 12 décembre : bataille de Pellingen
- 13 décembre : combat de Merzig
- 15 décembre : combats de Wavren et de Hamm[2]
- 18 décembre : combat de Tirlemont
- 18 décembre : combat de SchopSchop

### 1793
- 11 janvier : manifestation royaliste à Rouen
- 20 janvier : assassinat de Lepeletier de Saint-Fargeau par un royaliste
- 21 janvier : exécution du roi
- 23 janvier : partage de la Pologne entre la Prusse et la Russie
- 1er février : la France déclare la guerre à la Grande-Bretagne et à la Hollande – 1re coalition (Autriche-Prusse-Grande-Bretagne-Russie-Espagne-Naples-Sardaigne)
- 17 février : les troupes de Dumouriez pénètrent en Hollande[3]
- 21 février : décret du 21 février 1793 sur l'amalgame des volontaires et des troupes de ligne
- 24 février : levée de 300 000 hommes – difficultés en province
- 27 février : bataille de Maastricht
- 1er mars : défaite d'Aldenhoven
- 5 mars : rébellion royaliste enrayée à Lyon
- 7 mars : déclaration de guerre au roi d’Espagne
- 17 mars : création de la république de Mayence. Sur la motion de Forster, président du Club des Jacobins mayençais.
- 17 mars : bataille de Bingen
- 18 mars : bataille de Neerwinden
- 3 - 5 avril : trahison de Dumouriez
- 10 avril - 29 juillet : siège de Mayence
- 13 avril : début du siège de Landau
- 29 avril : début de l’insurrection marseillaise
- 29 avril : combat de Limbach
- 30 avril : prise de Tournai par les Autrichiens
- 1er mai : première bataille de Valenciennes
- 8 mai : bataille de Raismes également appelée bataille de Condé, bataille de Saint-Amand ou encore deuxième bataille de Valenciennes
- 17 mai : combat d'Erchein/affaire d'Ercheim/affaire d'Horcheim/affaire de Rülzheim, près de Landau
- 17 mai : combat de Rixheim
- 23 mai : bataille de Famars
- 25 mai - 27 juillet : siège de Valenciennes (1793)
- 25 mai : bataille de Fontenay-le-Comte
- 29 mai : début de l’insurrection lyonnaise
- 31 mai : 1re bataille de Furnes
- 2 juin : fin de la Convention girondine et début de la Convention montagnarde

## Convention montagnarde(1793-1794) et Première Coalition
- Liste des batailles de la guerre de la Première Coalition

### 1793
- 7 juin : rébellion fédéraliste à Bordeaux et dans le Calvados
- 8 juin : blocus des côtes françaises par la flotte britannique
- 9 juin : combats d'Arlon
- 12 juillet : rébellion royaliste de Toulon
- 14 juillet : bataille d'Haslach
- 18 juillet : victoire des vendéens à Vihiers
- 23 juillet : siège de Mayence
- 9 août : début du siège de Lyon
- 17 août : bataille de Lincelles (en)
- 23 août : décret sur la levée en masse et création des Volontaires nationaux
- 24 août - 8 septembre : siège de Dunkerque
- 25 août : prise de Marseille
- 27 août : les royalistes livrent Toulon aux Britanniques
- 4 - 5 septembre : émeutes populaires à Paris – la Terreur est mise à l’ordre du jour – formation d’une armée révolutionnaire parisienne
- 8 septembre : bataille d'Hondschoote
- 12 septembre 1793 :
  - combat d'Haspres
  - bataille d'Avesnes-le-Sec (en)
- 12 - 13 septembre : bataille de Menin également appelée bataille de Wervicq
- 13 septembre : bataille de Méribel
- 14 septembre : bataille de Pirmasens
- 15 septembre : décret de la Convention supprimant les universités
- 18 septembre : début du siège de Toulon
- 3 octobre : bataille de Bergzabern
- 5 octobre : raid sur Gênes
- 9 octobre : capitulation de Lyon
- 13 octobre : première bataille de Wissembourg
- 14 octobre - 14 novembre : siège de Fort-Louis (en)
- 15 octobre : prise de Mortagne (guerre de Vendée)
- 16 octobre : bataille de Wattignies - exécution de Marie-Antoinette d'Autriche
- 17 octobre : défaite des Vendéens insurgés à Cholet
- 18 octobre : combat de Beaupréau (octobre 1793) (guerre de Vendée)
- 18 - 19 octobre : bataille de Gilette
- 21 octobre : 2e bataille de Furnes
- 22 - 29 octobre : siège de Nieuport
- 13 novembre : échec des Vendéens devant Granville
- 24 - 25 novembre : bataille du Brec d'Utelle
- 28 - 30 novembre : bataille de Kaiserslautern
- 18 décembre : prise du fort Mulgrave et de Toulon
- 12 et 13 décembre : bataille du Mans (guerre de Vendée)
- 18 - 22 décembre : bataille de Frœschwiller
- 19 décembre : reprise de Toulon qui est rebaptisée Port-de-la-Montagne
- 22 décembre : bataille de Frœschwiller (fin)
- 23 décembre : bataille de Savenay (guerre de Vendée)
- 26 - 29 décembre : seconde bataille de Wissembourg

### 1794
- 10 janvier : début effectif de l'amalgame des deux armées françaises composées des régiments d'Ancien Régime et des bataillons de volontaires nationaux.
- 16 janvier : Marseille est rebaptisée Ville-sans-Nom
- 17 janvier : colonnes infernales du général Turreau en Vendée
- Janvier - Mars : prise de la Martinique
- 7 - 18 février : siège de Saint-Florent
- 4 avril - 19 mai : siège de Bastia
- 11 - 24 avril : invasion de la Guadeloupe
- 17 - 18 avril : combats d'Arlon
- 17 - 30 avril : siège de Landrecies
- 17 avril : prise d'Ormea
- 24 avril : bataille de Villers-en-Cauchies (en)
- 24 avril 1794 : combat de Nennig
- 24 - 28 avril : bataille de Saorge
- 26 avril : bataille de Landrecies ou bataille de Beaumont[4]
- 28 avril : bataille du Tech
- 29 avril : bataille de Mouscron
- 30 avril : bataille des Albères
- 30 avril - 1er mai : deuxième bataille du Boulou
- 11 mai : bataille de Courtrai
- 12 - 13 mai : bataille de Grandreng également appelée bataille de Rouvroi (en)
- 17 - 18 mai : siège d'Ypres
- 18 mai : bataille de Tourcoing
- 20 - 24 mai : bataille d'Erquelinnes également appelée bataille de Péchant (en)
- 22 mai : bataille de Tournai
- 29 mai : Jourdan victorieux à Dinant prend le commandement de l’armée de Sambre-et-Meuse
- 30 mai - 3 juin : bataille de Gosselies également appelée bataille de Charleroi (en)
- 1er juin : bataille d'Ouessant
- 1er juin : création de l’École de Mars remplaçant l’ancienne École militaire
- 2 juin : bataille navale au large d’Ouessant, épisode du Vengeur du Peuple
- 3 juin : prise de Tournai par les Français
- 12 - 16 juin : bataille de Lambusart (en)
- 21 juin : Paoli offre la Corse au roi de la Grande-Bretagne
- 25 juin : à Saint-Domingue Toussaint-Louverture se rallie à la République
- 26 juin : bataille de Fleurus
- 6 juillet : bataille de Sombreffe
- 8 juillet : prise de Bruxelles
- 9 au 17 juillet : siège de Landrecies
- 13 juillet : bataille des Vosges également appelée bataille de Trippstadt (en)
- 15 juillet : prise de Malines
- 24 juillet : combat dans la vallée de Bastan
- 27 juillet : fin de la Convention montagnarde, début de la Convention thermidorienne

## Guerre du Roussillon(1793-1795)
- Liste des batailles de la guerre de la Première Coalition

### 1793
- 20 avril : bataille de Céret
- 19 mai : bataille du Mas Deu
- 23 mai - 24 juin : Siège du fort de Bellegarde
- 25 mai : prise de San Pietro et Sant'Antioco
- 17 juillet : bataille de Perpignan
- 17 juillet : combat d'Espeguy
- 7 août : combat des Aduldes
- 7 août : combat d'Orbaicet
- 28 août : combat du col de la Perche
- 3 septembre : combat de Biriatou
- 3 septembre : combat d'Olette
- 3 septembre : combat de Cabestany
- 17 septembre : bataille de Peyrestortes
- 22 septembre : bataille de Trouillas
- 4 octobre : expédition de Camprodon
- 15 octobre : première bataille du Boulou
- 26 au 30 octobre : combat d'Espolla

### 1794
- 10 avril : combats de Bellver et d'Urgell
- 26 avril : combat de Roqueluche[5]
- 26 avril : combat de Blanc-Pignon[6]
- 28 avril : combat d'Oms
- 30 avril : seconde bataille du Boulou
- 6 mai : combat de Saint-Laurent-de-la-Mouga
- 3 juin : bataille des Aldudes
- 27 juillet : combat dans la vallée de Bastan
- 13 août : bataille de San Lorenzo de la Muga
- 15 - 17 octobre : bataille d'Orbaitzeta
- 17 - 20 novembre : bataille de la Montagne Noire
- 28 novembre 1794 - 4 février 1795 : siège de Roses

### 1795
- 14 février : combat naval du Golfe de Rosas
- 5 mai : combat de Cistella
- 6 mai : combat de Bàscara
- 25 mai : combat de Pontós
- 11 juin : bataille de Pontós
- 14 juin : batailles de La Fluvià
- 26 juillet : bataille de Puigcerda

## Guerre de VendéeetChouannerie

### 1793
- 13 mars : combat de Chemillé[7]
- 15 mars : première bataille de Cholet
- 19 mars : combat de Chantonnay[7]
- 30 mars : combat de Saint-Lambert[7]
- 11 avril : bataille de Chemillé
- 22 avril : bataille de Beaupréau[7]
- 5 mai : bataille de Thouars
- 16 mai : première bataille de Fontenay-le-Comte[7]
- 25 mai : deuxième bataille de Fontenay-le-Comte[7]
- 9 juin : bataille de Saumur[7]
- 28 juin : première bataille de Luçon[7]
- 29 juin : bataille de Nantes[7]
- 5 juillet : première bataille de Châtillon[7]
- 18 juillet: bataille de Vihiers[7]
- 30 juillet : deuxième bataille de Luçon[7]
- 14 août : troisième bataille de Luçon[7]
- 5 septembre : bataille de Chantonnay[7]
- 18 septembre : bataille de Tiffauges
- 19 septembre :
  - bataille du Pont-Barré[7]
  - bataille de Torfou[7]
- 11 octobre : deuxième bataille de Châtillon[7]
- 15 octobre : bataille de La Tremblaye[7]
- 17 octobre : bataille de Cholet[7]
- 18 octobre - 23 décembre : virée de Galerne :
  - 25 - 27 octobre : bataille d'Entrammes[7]
  - 3 novembre : bataille de Fougères
  - 14 novembre : siège de Granville[7]
- 21 novembre : bataille de Dol[7]
  - 3 - 4 décembre : siège d'Angers
  - 12 - 13 décembre : bataille du Mans
- 23 décembre : bataille de Savenay[7]

### 1794
- 23 mars : bataille de Mortagne[7]

### 1795
- 6 juin : bataille d'Étrelles
- 23 juin - 21 juillet : débarquement des émigrés à Quiberon[7] :
  - 23 juin : bataille de Groix

### 1796
- 25 janvier 1796 : bataille de Grand-Champ

## Convention thermidorienne(1794-1795) et Première Coalition
- Liste des batailles de la guerre de la Première Coalition

### 1794
- juillet - août : bataille de Calvi

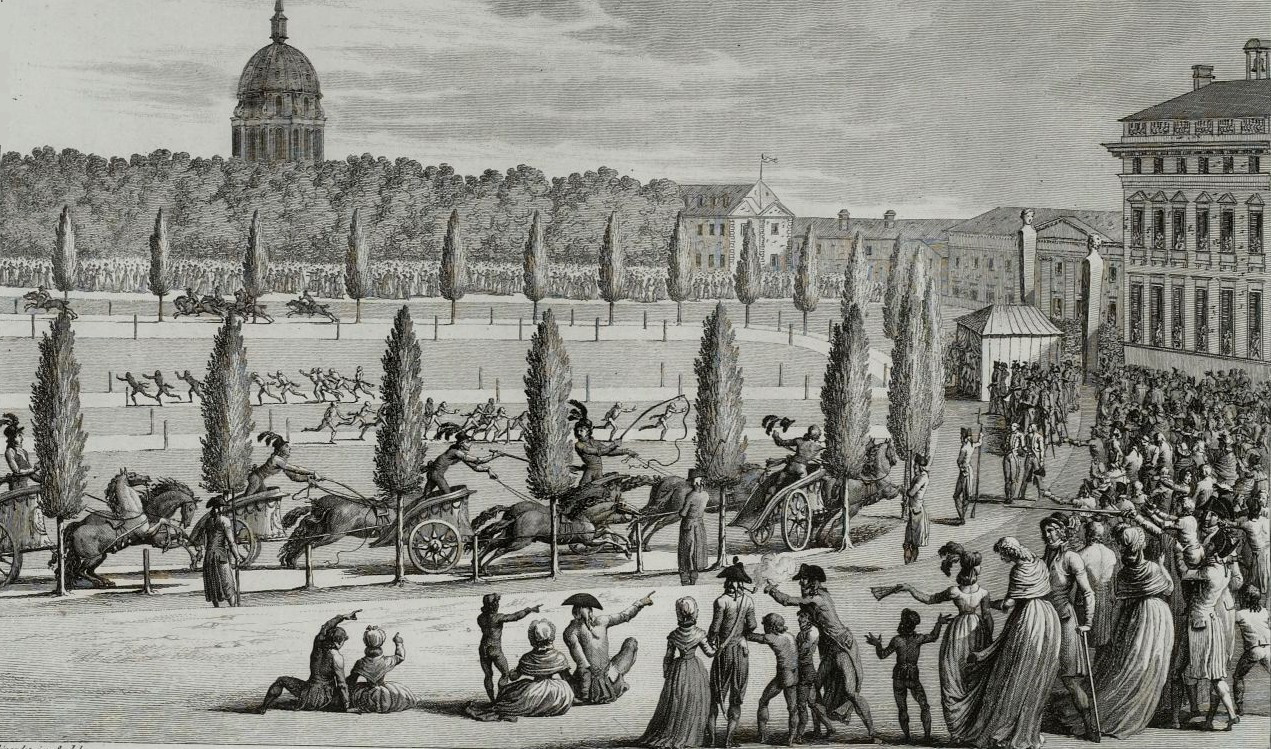
Olympiade de la République le 22 septembre 1796, (musée de la Révolution française).

- 15 septembre : bataille de Boxtel (en)
- 17 septembre : bataille de Peyrestortes
- 18 septembre : bataille de Sprimont
- 21 septembre : bataille de Dego
- 2 octobre : bataille d'Aldenhoven (1794)
- 22 novembre - 7 juin 1795 : siège de Luxembourg

### 1795
- 20 janvier : occupation d’Amsterdam par les Français
- 21 janvier : capture de la flotte hollandaise au Helder, ou au Texel
- 3 février : siège de Roses (1794-1795)
- 17 février : accord de La Jaunaye entre Hoche et les Vendéens
- 1er - 2 avril et 20 - 23 mai : journées insurrectionnelles de Germinal-Prairial an III à Paris
- 5 avril : paix de Bâle entre la France et la Prusse
- 10 avril : loi désarmant les terroristes et les assignant à résidence
- 16 mai : traité d’alliance entre la France et la Hollande
- 23 juin : débarquement des émigrés à Quiberon (Chouannerie)
- 23 juin : combat de Savone
- 16 juillet : bataille de Josselin (Chouannerie)
- 16 juillet : bataille de Plouharnel (Chouannerie)
- 21 juillet : bataille de Quiberon (Chouannerie)
- 21 juillet : bataille de Segré (Chouannerie)
- 26 juillet : combat du Rocher de La Piochais (Chouannerie)
- 8 septembre : bataille de La Cornuaille (Chouannerie)
- 8 septembre : prise de Düsseldorf
- 10 septembre : première bataille de La Croix-Avranchin (Chouannerie)
- 1er octobre : annexion de la Belgique
- 5 octobre : insurrection royaliste contre la Convention – Vendémiaire
- 26 octobre : fin de la Convention thermidorienne

## Directoire(1795-1798) et Première Coalition
- Liste des batailles de la guerre de la Première Coalition

### 1795
- 29 octobre : blocus de Mayence
- 22 novembre : bataille de Loano
- 28 novembre: bataille de la Vieuville (Chouannerie)
- 21 décembre: bataille du Rocher de La Piochais (Chouannerie)
- 30 décembre: deuxième bataille de La Croix-Avranchin (Chouannerie)

### 1796
- 25 février : le chef vendéen Jean-Nicolas Stofflet est fusillé.
- 2 mars : Bonaparte général en chef de l’armée d'Italie
- 24 mars : début de la campagne d'Italie (fin 7 avril 1797)
- 29 mars : le chef vendéen François Athanase Charette de La Contrie est fusillé
- 29 mars : Conjuration des Égaux
- 12 avril : bataille de Montenotte
- 13 avril : bataille de Millesimo
- 21 avril : bataille de Mondovi
- 28 avril : armistice franco-sarde de Cherasco
- 10 mai : bataille du pont de Lodi
- 10 mai : arrestation de Gracchus Babeuf
- 20 mai : Bonaparte paye la moitié de la solde en numéraire
- 23 mai : combat de Saint-Vandel
- 23 mai : soulèvement antifrançais dans la région de Pavie
- 1er juin : combat de Peschiera
- 4 juin : Kléber bat les Autrichiens à Altenkirchen
- 12 juin : les troupes françaises envahissent les Légations
- 23 juin : le pape Pie VI signe l’armistice à Bologne
- 5 juillet : bataille de Rastatt
- 9 juillet : Moreau vainqueur à Ettlingen
- 10 juillet : combat de Friedberg
- 20 juillet : affaire d'Hocheim
- 31 juillet : combat de Salo[8]
- 2 août : bataille de Lonato
- 4 août : bataille de Bamberg
- 5 août : bataille de Castiglione
- 7 août : combats de Forcheim et d'Ebermannstadt.
- 8 août : combat de Gundelfingen
- 9 août : bataille d'Altendorf
- 11 août : combat d'Heidenheim
- 19 août : prise de Trente par les Français
- 19 août : bataille de Sulzbach
- 23 août : Bernadotte battu à Neumarkt
- 24 août : Moreau battu à Amberg
- 24 août : combat de Friedberg
- 2 septembre : combat de Freising
- 3 septembre : bataille de Wurtzbourg
- 4 septembre : bataille de Roveredo
- 5 septembre : combat du pont de Lavis
- 7 septembre : combat de Mainbourg
- 8 septembre : combat du pont de Carpeneto
- 8 septembre : première bataille de Bassano
- Nuit du 9 au 10 septembre : affaire du camp de Grenelle

- 15 septembre : bataille de Saint-Georges[9] près de Mantoue
- 16 septembre : bataille de Limbourg
- 22 septembre : première Olympiade de la République à Paris
- 27 septembre : combat de Seltz
- 30 septembre : combat de Ravensbourg
- 2 octobre : bataille de Biberach
- Octobre : début du siège de Kehl
- 14 octobre : manifestation à Milan en faveur de l’indépendance
- 16 octobre : proclamation à Bologne de la République cispadane
- 23 octobre : bataille de Schliengen
- 26 octobre : début du siège de Huningue
- 6 novembre : seconde bataille de Bassano (en)
- 16 novembre - 17 novembre : bataille du Pont d'Arcole
- 15 décembre : départ de la flotte française pour l'expédition d'Irlande

### 1797
- 10 janvier : fin du siège de Kehl
- 14 janvier : victoire de Rivoli
- 15 - 16 janvier : naufrage du Droits de l'Homme
- 30 janvier : bataille de Mantoue
- 1er février: fin du siège de Huningue
- 2 février : capitulation de Mantoue
- 14 février : bataille du cap Saint-Vincent
- 19 février : traité de Tolentino avec le pape
- 14 mars : bataille du Tagliamento
- 20 - 31 mars : offensive française vers le Tyrol
- 2 avril : combat de Friesack
- 5 avril : combat de Judenbourg
- 17 avril : soulèvement antifrançais à Vérone
- 18 avril : préliminaires de Leoben
- 18 avril : bataille de Neuwied
- 20 avril : Moreau franchit le Rhin
- 21 avril : bataille de Diersheim
- 27 mai : Gracchus Babeuf et Augustin Darthé sont guillotinés
- 22 - 25 août : bataille de Santa Cruz de Ténérife
- 4 septembre : coup d’État anti-royaliste du 18 fructidor an V
- 5 septembre : lois d’exception
- 11 octobre : bataille de Camperdown
- 17 octobre : paix de Campo-Formio – l’Autriche reconnaît l’annexion de la Belgique
- 30 octobre : un débarquement en Grande-Bretagne est confié à Bonaparte.
- 28 novembre : congrès de Rastatt

### 1798
- En février on conseille à Bonaparte de porter la guerre en Égypte
- 11 janvier : Berthier marche sur Rome, y entre le 11 février
- 22 janvier : coup d’État à La Haye
- 28 janvier : réunion de Mulhouse à la France
- 15 février : proclamation de la République romaine
- 22 mars : proclamation de la République helvétique
- 19 mai : la flotte française quitte Toulon pour l'Égypte
- 1er juillet : débarquement à Alexandrie
- 21 juillet : bataille des Pyramides
- 1er août : la flotte française détruite à Aboukir par Nelson
- 5 septembre : loi Jourdan sur la conscription
- 12 octobre : début de la « guerre des paysans » en Belgique
- 21 octobre : soulèvement antifrançais au Caire

## Campagne d'Italie (1796-1797)
- Liste des batailles de la guerre de la Première Coalition

### 1796
- 10 avril : bataille de Voltri (en)
- 11 avril : bataille de Montenotte
- 13 avril : bataille de Millesimo
- 14 - 15 avril : deuxième bataille de Dego
- 16 avril : bataille de Ceva (en)
- 19 avril : bataille de Vico
- 21 avril : bataille de Mondovi
- 25 avril : prise de Cherasco et d'Alba
- 27 avril : prise de Fossano par le général Sérurier
- 28 avril : prise d'Alba par le général Augereau
- 28 avril : armistice de Cherasco entre le général en chef de l'armée Française en Italie, Napoléon Bonaparte et le lieutenant général au service du roi de Sardaigne Victor-Amédée III, La Tour de Cordan.
- 7 - 9 mai : bataille de Fombio
- 10 mai : bataille du pont de Lodi
- 30 mai: bataille de Borghetto
- 2 - 3 août : bataille de Lonato
- 5 août : bataille de Castiglione
- 4 septembre : combat de Rovereto
- 8 septembre : première bataille de Bassano
- 15 septembre : bataille de Saint-Georges
- 1er novembre : bataille de Trente
- 6 novembre : seconde bataille de Bassano (en)
- 6 - 7 novembre bataille de Calliano (en)
- 12 novembre : bataille de Caldiero (1796)
- 16 novembre - 17 novembre : bataille du Pont d'Arcole
- 19 novembre : bataille de Campara

### 1797
- 12 janvier : bataille de Vérone
- 14 janvier : bataille de Rivoli
- 16 janvier : bataille de La Favorite
- 3 février : prise de Trente par les Français
- 16 mars : bataille de Valvasone, ou Passage du Tagliamento
- 21 mars : bataille du col de Tarvis
- 23 mars : combat de Tramin
- 1er avril : bataille de Neumarkt, partie de l'expédition du Tyrol de Joubert
- 3 avril : bataille de Unzmarkt

## Expéditions d'Irlande de 1796 et 1798

### 1796
- Expédition d'Irlande (1796)

### 1797
- 13 - 16 janvier 1797 : naufrage du Droits de l'Homme

### 1798
- Expédition d'Irlande (1798)
- 27 août 1798 : bataille de Castlebar
- 8 septembre 1798 : bataille de Ballinamuck

## Campagne d'Égypte
- Liste des batailles de la guerre de la Deuxième Coalition

### 1798
- Février : on conseille à Bonaparte de porter la guerre en Égypte
- 19 mai : la flotte française quitte Toulon pour l'Égypte
- 3 juin : Occupation française de Malte
- 12 juin : capitulation de Malte
- 1er juillet : débarquement à Alexandrie
- 2 juillet : prise d'Alexandrie
- 7 - 13 juillet: bataille de Chebreiss
- 21 juillet : bataille des Pyramides
- 1er août : bataille navale d'Aboukir
- 10 août : combat de Salheyeh
- du 2 septembre 1798 - 4 septembre 1800 : Blocus de Malte
- 7 octobre : bataille de Sédiman
- 21 octobre : Révolte du Caire

### 1799
- 3 janvier : combat de Souaqui
- 3 pluviôse an VII (22 janvier 1799) : bataille de Samanouth
- 24 pluviôse an VII (12 février 1799) : combat de Syène[10]
- 8-19 février : Siège d'El Arish
- 15 février : bataille d'El-Arich
- 3 - 7 mars : siège de Jaffa
- 15 mars : combat de Qâquoum
- 20 mars - 21 mai : siège de Saint-Jean-d'Acre
- 8 avril : combat de Nazareth
- 11 avril : bataille de Cana
- 16 avril : bataille du Mont-Thabor
- 25 juillet : bataille d'Aboukir

## Campagne d'Italie (1799-1801)
- 6 mars 1799 : Bataille de Chur
- 7 mars 1799 : Première bataille de Feldkirch
- 29 mars 1799 : Bataille de Vérone
- 5 avril 1799 : Bataille de Magnano
- avril 1799 au juin 1799 : Siège de Mantoue
- 27 avril 1799 : Bataille de Cassano
- 12 mai 1799 : Bataille de Bassignana
- 16 mai 1799 : Première bataille de Marengo (en)
- 12 juin 1799 : Bataille de Modène (en)
- 17 juin 1799 au 19 juin 1799 : Bataille de la Trebbia
- 20 juin 1799 : Deuxième bataille de Marengo (en)
- 15 août 1799 : Bataille de Novi
- septembre 1799 : Reprise de Rome
- 18 septembre 1799 : Bataille de Mannheim (en)
- 24 octobre 1799 : Deuxième bataille de Novi (en)
- 4 novembre 1799 : Bataille de Genola
- 6 avril 1800 : Siège de Gênes
- 10 avril 1800 : Bataille de Sassello (en)
- 14 mai 1800 au 1er juin 1800 : Siège de Fort Bard
- 27 mai 1800 : Prise de Verceil
- 31 mai 1800 : Combat de Turbigo
- 9 juin 1800 : Bataille de Montebello
- 14 juin 1800 : Bataille de Marengo
- 25 et 26 décembre 1800 : Bataille de Pozzolo

## Batailles de la révolution haïtienne

### 1791
- 22 août - 1er janvier 1804 : révolution haïtienne
- 14 août : cérémonie du Bois-Caïman

### 1792
- 22 mars : bataille de la Croix-des-Bouquets

### 1793
- Janvier : bataille de Morne Pelé
- 18 janvier : première bataille de la Tannerie
- 12-14 avril : siège de Port-au-Prince
- 20 - 22 juin : bataille du Cap-français
- Été 1793 : bataille de Marmelade

### 1794
- 28 janvier : prise de Fort-Dauphin
- 2 - 3 février : première bataille de Tiburon
- 19 février : bataille de l'Acul
- Mars : bataille de la Bombarde
- 16 avril : deuxième bataille de Tiburon
- 29 avril : bataille des Gonaïves
- 30 mai - 5 juin : bataille de Port-Républicain
- 4 juillet : première bataille de Dondon
- 8 juillet: deuxième bataille de la Tannerie
- 6 octobre : bataille de Léogane
- 20 - 21 octobre : bataille de Saint-Raphaël
- 5 décembre : bataille de Trutier
- 29 décembre : troisième bataille de Tiburon

### 1795
- 1er juin : bataille de Mirebalais
- Août : bataille de Las Cahobas
- Août : deuxième bataille des Verrettes
- Août : bataille de Petite-Rivière
- 14 octobre : deuxième bataille de Dondon

### 1796
- 7 août : première bataille des Irois

### 1797
- 20 -24 avril : deuxième bataille des Irois

## Mer Méditerranée
- 25 mai 1793 : prise de San Pietro et Sant'Antioco
- 14 février 1795 : combat naval du Golfe de Rosas
- 14 mars 1795 : bataille de Gênes
- 13 juillet 1795 : bataille des îles d'Hyères
- 1er - 2 août 1798 : bataille d'Aboukir
- 18 août 1798 : combat du Généreux et du HMS Leander
- 2 septembre 1798 - 4 septembre 1800 : blocus de Malte

## Manche - mer du Nord - mer Baltique
- 23 avril 1794 : combat du 23 avril 1794
- 11 octobre 1797 : bataille de Camperdown
- 7 mai 1798 : bataille des Îles-Saint-Marcouf (en)

## Batailles de la campagne des Antilles et de Guyane
- 11 - 24 avril 1794 : invasion de la Guadeloupe

## Océan Atlantique

### 1794
- 2 mai - 1er juin : campagne atlantique de mai 1794
- 7 mai : bataille navale du 7 mai 1794 (en)
- 28 mai : bataille navale du 28 mai 1794
- 29 mai : bataille navale du 29 mai 1794 (en)
- 29 mai : bataille navale des frégates du 29 mai 1794 (en)
- 1er juin : bataille du 13 prairial an II

### 1795
- 24 décembre - 3 février : campagne du Grand Hiver
- 16 - 17 juin : première bataille de Groix (en)
- 23 juin : deuxième bataille de Groix
- 7 octobre : bataille du cap Saint-Vincent (en)

### 1796
- 15 - 30 décembre : expédition d'Irlande
- 17 août : bataille de la baie de Saldagne
- 28 août - 5 septembre : expédition à Terre-Neuve

### 1797
- 13 - 16 janvier : naufrage du Droits de l'Homme
- 14 février : bataille du cap Saint-Vincent
- 22 - 25 juillet : bataille de Santa Cruz de Ténérife

### 1798
- 12 octobre 1798 : bataille de l'île de Toraigh